# Ô tô điện
Ô tô điện (cũng là xe ô tô chạy bằng pin hoặc xe hơi chạy bằng điện) là một chiếc ô tô cắm điện với lực đẩy có được từ một hoặc nhiều động cơ điện, sử dụng năng lượng thường được lưu trữ trong pin sạc cho ô tô.
Kể từ năm 2008, sự phục hưng trong sản xuất xe ô tô điện đã xảy ra do những tiến bộ về pin, sự lo ngại về việc tăng giá dầu và mong muốn giảm phát thải khí nhà kính. Một số chính quyền cấp quốc gia và địa phương đã thiết lập các khoản tín dụng thuế, trợ cấp và các ưu đãi khác để thúc đẩy việc giới thiệu và áp dụng trên thị trường đại chúng các loại xe điện mới, thường phụ thuộc vào kích thước pin, phạm vi điện năng và giá mua. Khoản tín dụng thuế tối đa hiện tại được Chính phủ Hoa Kỳ cho phép là 7,500 đô la Mỹ mỗi xe. So với xe chạy động cơ đốt trong, xe điện êm hơn và không có khí thải ra đuôi xe, và thường tạo ra lượng khí thải thấp hơn nói chung.
Sạc một chiếc xe điện có thể được thực hiện tại nhiều trạm sạc, những trạm sạc này có thể được lắp đặt ở cả nhà và khu vực công cộng. Hai chiếc xe điện bán chạy nhất mọi thời đại, Nissan Leaf và Tesla Model S, được Cục Bảo vệ Môi sinh Hoa Kỳ đánh giá có tốc độ lên tới 151 mi (243 km) và 335 mi (539 km) tương ứng. Tính đến  tháng 12 năm 2018, Leaf là chiếc xe điện có khả năng chạy trên đường cao tốc bán chạy nhất từ trước đến nay với hơn 380.000 chiếc được bán trên toàn thế giới, tiếp theo là Tesla Model S với 263.500 chiếc được bán trên toàn thế giới.
Tính đến  tháng 12 năm 2018, có khoảng 5,3 triệu xe hybrid chạy điện và cắm điện hạng nhẹ đang được sử dụng trên toàn thế giới. Mặc dù có sự tăng trưởng nhanh chóng, tỷ lệ xe điện cắm điện toàn cầu chỉ chiếm khoảng 1 trên 250 xe (0,40%) lưu thông trên đường trên thế giới vào cuối năm 2018. Thị trường xe hơi cắm điện đang chuyển hướng sang xe chạy bằng pin hoàn toàn, vì tỷ lệ toàn cầu giữa doanh số hàng năm của BEVs và PHEV đã tăng từ 56:44 năm 2012, lên 60:40 vào năm 2015 và tăng lên 69:31 vào năm 2018.

## Lịch sử

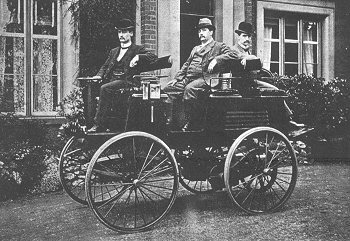
Xe điện đầu tiên, được xây dựng bởi Thomas Parker, ảnh từ năm 1895

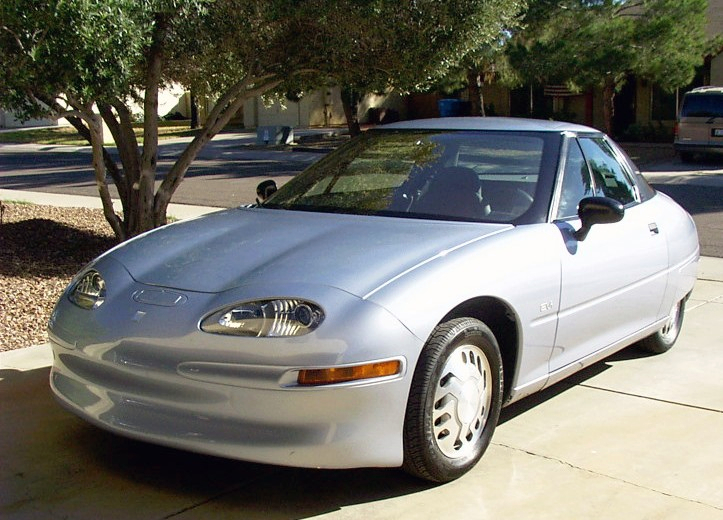
General Motors EV1, một trong những chiếc xe được giới thiệu do ủy quyền của Ủy ban Tài nguyên Hàng không California, có phạm vi 160 mi với pin NiMH năm 1999

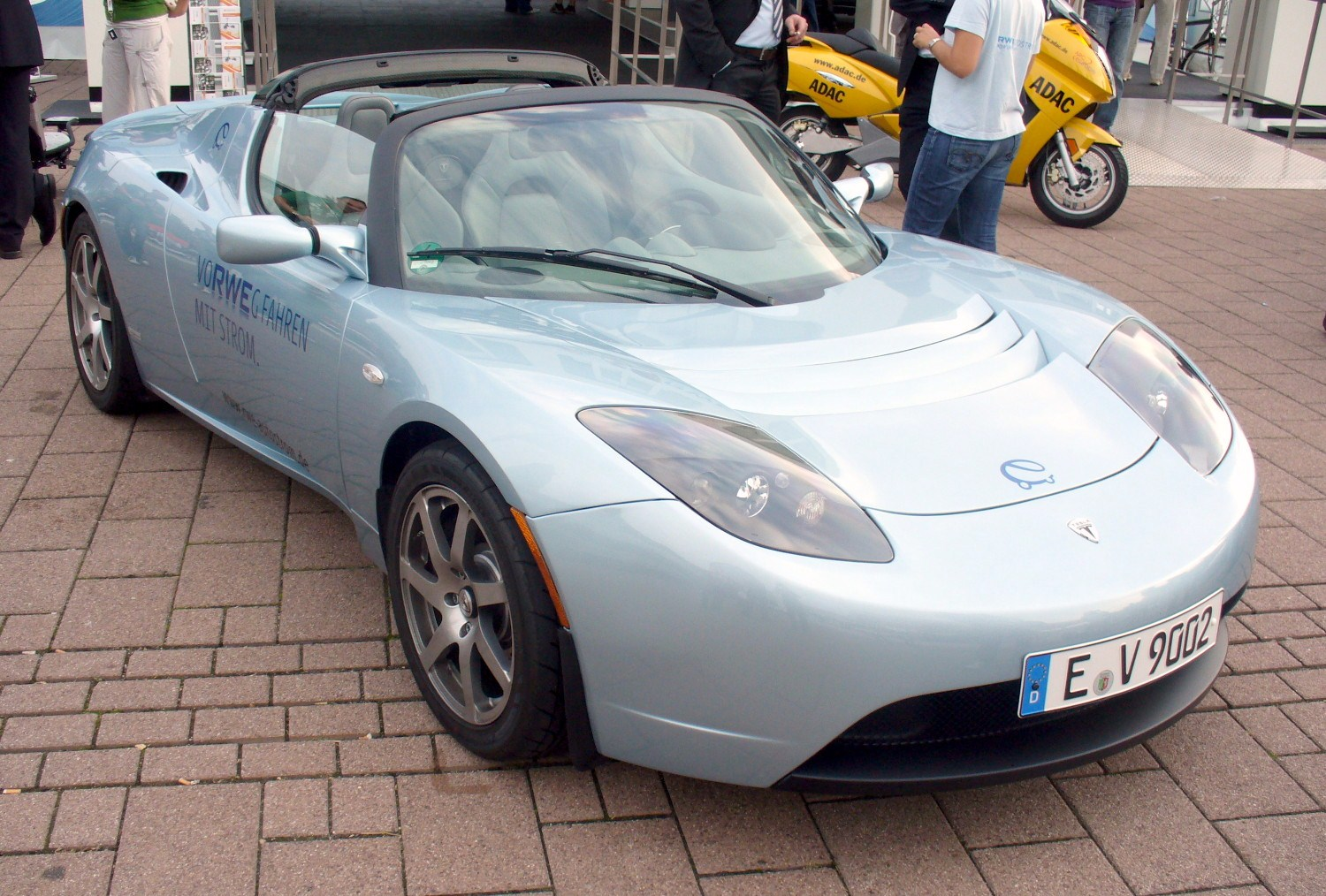
Tesla Roadster đã giúp truyền cảm hứng cho thế hệ xe điện hiện đại.

Năm 1884, hơn 20 năm trước Ford Model T, Thomas Parker đã chế tạo chiếc xe điện thực tế đầu tiên ở London bằng cách sử dụng pin sạc công suất cao được thiết kế đặc biệt của riêng mình. Flocken Elektrowagen năm 1888 được thiết kế bởi nhà phát minh người Đức Andreas Flocken. Ô tô điện là một trong những phương pháp ưa thích để tạo lực đẩy ô tô vào cuối thế kỷ 19 và đầu thế kỷ 20, mang đến một mức độ thoải mái và dễ vận hành mà những chiếc xe ô tô chạy xăng không thể đạt được thời đó. Số lượng xe điện đạt đỉnh khoảng 30.000 xe vào đầu thế kỷ 20.
Năm 1897, ô tô điện đã có ứng dụng thương mại đầu tiên ở Mỹ. Dựa trên thiết kế của Electrobat II, một đội gồm mười hai chiếc taxi và một chiếc xe buýt đã được sử dụng ở thành phố New York như một phần của dự án được tài trợ bởi Công ty Pin lưu trữ điện Philadelphia. Trong thế kỷ 20, các nhà sản xuất xe điện chính ở Mỹ là Anthony Electric, Baker, Columbia, Anderson, Edison, Riker, Milburn, Bailey Electric v.v... Không giống như xe chạy bằng xăng, những chiếc xe điện ít ồn hơn và không yêu cầu thay đổi thiết bị.

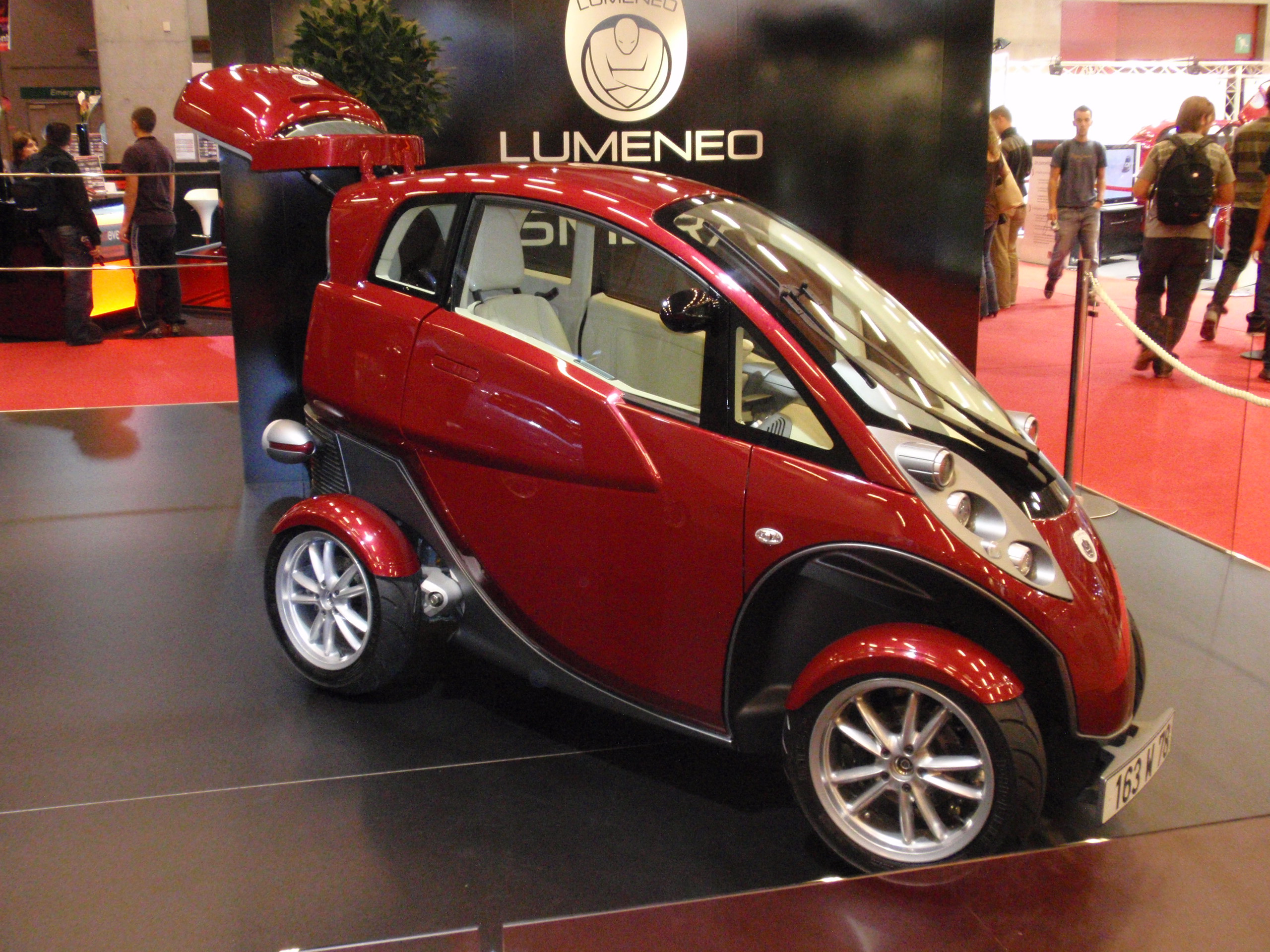
Lumeneo SMERA, xe điện siêu nhỏ tại triển lãm xe Paris Motor Show 2008

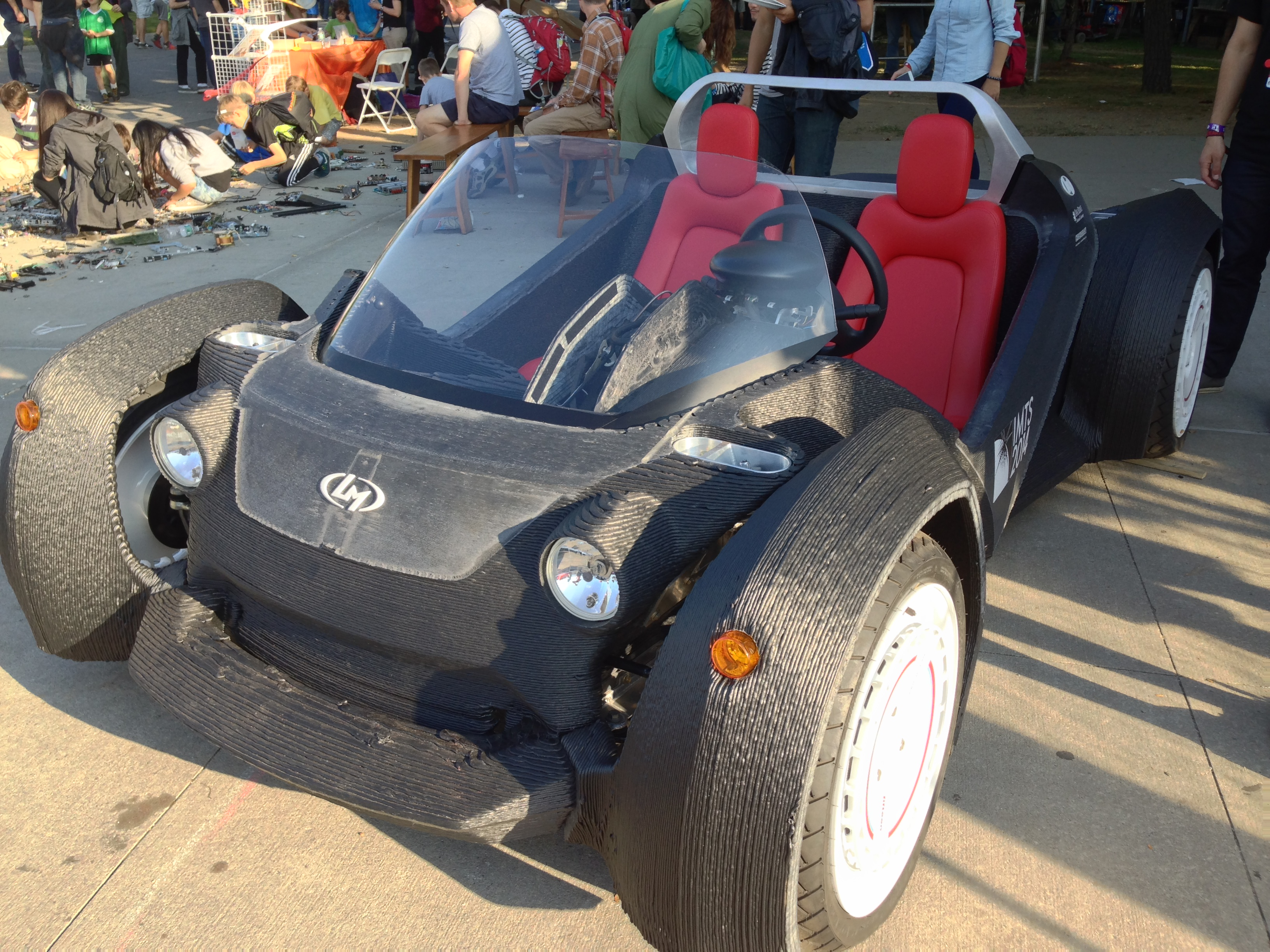
Strati, chiếc xe điện đầu tiên trên thế giới sử dụng phần lớn công nghệ in 3D trong quá trình sản xuất.

Những tiến bộ cải tiến động cơ đốt trong (ICE) trong thập kỷ đầu tiên của thế kỷ 20 đã làm giảm bớt những lợi thế tương đối của xe điện. Thời gian tiếp nhiên liệu nhanh hơn nhiều của họ, và chi phí sản xuất rẻ hơn, khiến chúng trở nên phổ biến hơn. Tuy nhiên, một thời điểm quyết định là sự ra đời vào năm 1912 của động cơ khởi động điện thay thế các phương pháp khác, thường rất tốn công, để khởi động ICE, chẳng hạn như quay bằng tay.
Sáu chiếc xe điện từng giữ kỷ lục tốc độ chạy trên đất liền. Chiếc cuối cùng trong số chúng là La Jamais Contente có hình tên lửa, do Camille Jenatzy điều khiển, đã phá vỡ rào cản tốc độ 100 km/h (62 mph) bằng cách đạt tốc độ tối đa 105,88 km/h (65,79 mph) vào ngày 29 tháng 4 năm 1899.
Đầu những năm 1990, Ủy ban Tài nguyên Hàng không California (CARB) đã bắt đầu thúc đẩy các phương tiện tiết kiệm nhiên liệu hơn, tiết kiệm nhiên liệu hơn, với mục tiêu cuối cùng là chuyển sang các phương tiện không thải khí như xe điện. Để đáp ứng, các nhà sản xuất ô tô đã phát triển các mô hình điện, bao gồm Chrysler TEVan, xe bán tải Ford Ranger EV, GM EV1 và S10 EV, hatchback Honda EV Plus, miniwagon Nissan Altra EV và Toyota RAV4 EV. Cả US Electricar và Solectria đều sản xuất ô tô điện xoay chiều 3 pha AC với sự hỗ trợ của GM, Hughes và Delco. Những chiếc xe điện đầu tiên này cuối cùng đã rút lui khỏi thị trường Mỹ.
Nhà sản xuất ô tô điện California Tesla Motors bắt đầu phát triển vào năm 2004, sau này sẽ trở thành Tesla Roadster (2008), sản phẩm đầu tiên được giao cho khách hàng vào năm 2008. Roadster là xe đầu tiên được sản xuất hàng loạt hoàn toàn bằng điện sử dụng pin lithium-ion tế bào được phép lưu thông trên cao tốc và là sản phẩm đầu tiên của xe hoàn toàn bằng điện có khả năng đi du lịch hơn 200 mi (320 kilômét) sau mỗi lần sạc.
Doanh số toàn cầu của Tesla đã vượt qua 250.000 đơn vị vào tháng 9 năm 2017. Liên minh Renault Nissan Mitsubishi đã đạt được cột mốc 500.000 chiếc xe điện được bán vào tháng 10 năm 2017. Tesla đã bán chiếc Model S thứ 200.000 trong quý IV năm 2017. Doanh số của Global Leaf đã vượt qua 300.000 chiếc vào tháng 1 năm 2018, giữ kỷ lục là chiếc xe điện cắm điện bán chạy nhất thế giới từ trước đến nay. Tesla đã giao chiếc Model 3 thứ 100.000 vào tháng 10 năm 2018.

## Môi trường
Nhiều quốc gia đã đặt mục tiêu cấm bán các loại xe chạy bằng xăng và dầu diesel trong tương lai, đáng chú ý là; Na Uy vào năm 2025, Trung Quốc vào năm 2030, Ấn Độ vào năm 2030, Đức vào năm 2030, Pháp vào năm 2040 và Anh vào năm 2040 hoặc 2050. Tương tự, nhiều thành phố trên thế giới đã bắt đầu chuyển đổi phương tiện giao thông công cộng sang phương tiện dùng điện.